# 아갈레가 제도

아갈레가 제도

아갈레가 제도(Agalega Islands)는 인도양에 있는 모리셔스의 속령으로, 산호와 모래로 형성된 북섬과 남섬으로 구성되어 있다. 모리셔스에서 북쪽으로 1,100km 정도 떨어져 있고 동경 56°35′, 남위 10°25′에 위치한다. 북섬과 남섬은 약 10km 정도 떨어져 있고 모래 사장이 많다.
옛날 이 곳은 고대 페니키아인이나 말레이인의 왕래가 많았으며 1512년 포르투갈 선원 돈 페드루 드 마스카레냐스(Don Pedro de Masceranhas)가 이 섬을 발견했다. 면적은 24km2(북섬 14.3km2, 남섬 9.7km2), 인구는 약 289명(2000년 기준)이며 행정 중심지는 뱅상(Vingt Cinq)이다. 섬의 유일한 산업은 코코넛 생산이다.